# Dzierżkowice (Opole)
Pour les articles homonymes, voir Dzierzkowice.
Dzierżkowice est une localité polonaise de la voïvodie d'Opole et du powiat de Głubczyce.